# عبد الجواد النيسابوري
عبد الجواد النيسابوري (1281 - 1344 هـ / 1864 - 1926 م) هو أديب وشاعر، من أهل نيسابور.
هو عبد الجواد بن عباس النيسابوري. ولد سنة 1281 هـ وقيل 1284 هـ، هاجر بعدها إلى ال مشهد الرضوي ونبغ في الأدب العربي والفارسي حتى اشتهر بالأديب الفارسي. كان يعرف بقوة حفظه، فقد حفظ القاموس الفارسي «برهان قاطع» كما حفظ 12 ألف بيت من الشعر العربي الجاهلي. من آثاره: ديوان شعر.
ممن تتلمذ على يده: بديع الزمان فروزانفر ، و محمد تقي بهار.